# インディカン
インディカン（英: indican）は、無色の有機化合物で、水によく溶け、天然ではアイに見出される。インディゴの前駆体である。インジカンとも表記される。
インディカンは、β-D-グルコースとインドキシルが脱水縮合してできた配糖体である。インドキシルは穏やかな酸化剤で空気中の酸素によってインディゴ染料を生ずる。この反応は、トリプトファンの代謝の異常である青いおむつ症候群で見られる。トリプトファンは最初にインドールに変換され、消化管でバクテリアによってインディカンになる。インディカンは尿によって排出され、それが空気と反応しておむつが青く染色されたのである。
インドキシル硫酸も慣用名はインディカンである。